# Miriam Cabeza
Miriam Cabeza (San Sebastián, 8 de enero de 1984) es una actriz española, ampliamente conocida por interpretar a Vanessa en la serie de televisión Gym Tony. También ha intervenido en la película Ocho apellidos vascos y en varias exitosas series de la cadena vasca ETB, tales como Mi querido Klikowsky, Vaya semanita, Euskadi movie, Nekane Amaya y Ya queda menos.

## Filmografía
Cine
| Cine | Cine                  | Cine      | Cine  |
| Año  | Título                | Personaje | Notas |
| ---- | --------------------- | --------- | ----- |
| 2015 | La noche del ratón    | Sandra    |       |
| 2014 | Ocho apellidos vascos | Edurne    |       |

Televisión
| Televisión | Televisión           | Televisión        | Televisión    |
| Año        | Título               | Personaje         | Notas         |
| ---------- | -------------------- | ----------------- | ------------- |
| 2007-2010  | Mi querido Klikowsky | Dolores Olabe     | 39 episodios  |
| 2008       | Qué vida más triste  | Borja Pérez       | 3 episodios   |
| 2011-2017  | Vaya semanita        | Varios personajes | 19 episodios  |
| 2013       | El tránsito          | Gina              | 8 episodios   |
| 2014-2016  | Gym Tony             | Vanessa           | 373 episodios |
| 2017       | Gym Tony LC          | Vanessa           | 60 episodios  |
| 2018       | Yo quisiera          | Angélica          | 40 episodios  |

Teatro
| Teatro        | Teatro                            | Teatro    | Teatro               |
| Año           | Título                            | Personaje | Notas                |
| ------------- | --------------------------------- | --------- | -------------------- |
| 2015-presente | Burundanga. El final de una banda | Berta     | Teatro Lara (Madrid) |